# Milan Associazione Calcio 1981-1982
Questa voce raccoglie le informazioni riguardanti il Milan Associazione Calcio nelle competizioni ufficiali della stagione 1981-1982.

## Stagione

Il neoacquisto Joe Jordan, tra i cannonieri stagionali dei milanesi.

Il nuovo allenatore della squadra è Luigi Radice, già giocatore del Milan dal 1955 al 1959 e dal 1961 al 1965.
La stagione del Milan parte con il raduno di venerdì 17 luglio 1981. I tornei non iniziano nel migliore dei modi per i rossoneri: in Coppa Italia la squadra perde l'esordio stagionale contro il Verona ma poi vince le due partite casalinghe seguenti contro Pescara e SPAL, presentandosi così alla partita dell'ultima giornata contro l'Inter a pari punti con la squadra veneta (ma con una differenza reti migliore) e uno in meno dei nerazzurri. A pochi minuti dal termine il Milan conduce per 2-1, risultato che varrebbe la qualificazione ai quarti di finale della manifestazione, ma all'89' viene raggiunto da un gol di Giuseppe Bergomi che permette all'Inter di qualificarsi a discapito proprio dei rossoneri.
In campionato il Milan non mostra un gioco sufficiente e fatica a segnare: alla fine saranno solo 21 le reti realizzate, a segnare di meno sarà solo il Como, che chiuderà all'ultimo posto. La squadra concluderà il campionato al terzultimo posto, maturato negli ultimi minuti di un campionato in cui i rossoneri conquistano solo 24 punti in 30 partite. I rossoneri vincono solo 3 delle 15 partite del girone d'andata, che chiudono al terzultimo posto. Franco Baresi è assente per quasi quattro mesi (tra ottobre e gennaio: il sostituto in tale periodo è il nuovo acquisto Maurizio Venturi) a causa di una malattia, e durante la sua assenza dal campo la squadra totalizza appena 8 punti in 12 partite, mentre con lui ne raccoglie 16 in 18.

Roberto Antonelli, miglior marcatore della squadra in campionato.

Il campionato vede un inizio con due pareggi e una vittoria nelle prime tre giornate, e un finale con tre vittorie e due pareggi nelle ultime cinque partite. Tra ottobre e metà aprile arrivano tre successi, sei pareggi e tredici battute d'arresto, con la squadra che arriva anche a toccare l'ultimo posto in classifica. Le incomprensioni tra allenatore e giocatori e la sconfitta interna nella prima partita del girone di ritorno contro l'Udinese spingono la società a sostituire Radice con Italo Galbiati, allenatore della Primavera (a marzo sarà affiancato per un paio di partite da Francesco Zagatti): emblematica la frase pronunciata da Rivera (rimasto in società come vicepresidente) al termine della partita persa contro la squadra friulana: "Non potendo esonerare tutti i giocatori, cambiamo l'allenatore". Nel corso della stagione cambiano anche il presidente, con Giuseppe Farina, già in precedenza al comando del Vicenza, che subentra a Gaetano Morazzoni, e il capitano, con Fulvio Collovati che sostituisce Aldo Maldera. La reazione della squadra sembra inizialmente non esserci, ma nelle ultime 5 partite il Milan ottiene 8 dei 10 punti disponibili.
Anche se all'ultima giornata la vittoria sul Cesena in rimonta (da 2-0 a 2-3) sembra risparmiare al club una nuova retrocessione, in Napoli-Genoa, a cinque minuti dal termine (il secondo tempo era iniziato in ritardo per il lancio di fumogeni), con i partenopei sicuri dell'ingresso in UEFA anche in caso di pareggio (chiuderanno il campionato a pari punti con l'Inter, con gli scontri diretti a favore, e, con la successiva vittoria dei nerazzurri in Coppa Italia, si liberò successivamente il posto in Coppa UEFA per i partenopei, dovuto alla rinuncia della squadra albanese del Flamutari) e i liguri rivali del Milan nella lotta salvezza, il portiere del Napoli, Luciano Castellini, commette un clamoroso errore (definito "Quel pasticciaccio brutto del portiere napoletano"): Castellini infatti ha il pallone tra le mani e lo sta per rinviare in avanti, ma la sfera gli sfugge incredibilmente dalle mani e finisce addirittura in calcio d'angolo da cui nascerà il gol del 2-2, di Mario Faccenda, il quale sancisce la salvezza del Grifone e la prima e unica retrocessione sul campo dei rossoneri. A penalizzare il Milan è inoltre lo 0-0 tra Cagliari e Fiorentina, con i sardi in lotta come il Milan per la salvezza, e i viola in lotta con la Juventus per lo scudetto (le due squadre prima dell'ultimo turno erano appaiate in vetta alla classifica). Attorno al quarto d'ora del secondo tempo i viola subiscono l'annullamento di un gol, per un dubbio fallo di Bertoni sul portiere del Cagliari Roberto Corti, da parte dell'arbitro Maurizio Mattei. L'episodio scatenerà a Firenze forti recriminazioni. Con la sconfitta del Genoa e/o del Cagliari, infatti, il Milan avrebbe ottenuto la salvezza, in quanto avanti negli scontri diretti con entrambe. In quel periodo lo spareggio era previsto solo per assegnare la vittoria del campionato, mentre per determinare gli altri piazzamenti rilevanti (come la qualificazione alle coppe europee e le retrocessioni) erano utilizzati altri criteri, quali la classifica avulsa o la differenza reti. Ciò accadde, ad esempio, nel campionato precedente (dove chiusero in coda cinque squadre a pari punti) e in quello di due anni più tardi, dove a retrocedere fu proprio il Genoa (che chiuse il campionato a pari punti con la Lazio, con gli scontri diretti a sfavore) per questo motivo.

Da destra: Maurizio Venturi e l'interista Salvatore Bagni nel derby di campionato del 7 marzo 1982

In questo campionato la squadra realizza 21 reti in 30 partite (record negativo della storia rossonera nel girone unico), ne subisce 31, vince 7 partite, ne pareggia 10 e ne perde 13. La difficoltà nel trovare la via della rete (sono 15 le partite senza gol segnati e con diversi rigori sbagliati) è dovuta anche alla non positiva stagione dello scozzese, nuovo acquisto, Joe Jordan, che realizza solo 2 gol in 22 presenze. Il migliore marcatore della squadra in campionato è Roberto Antonelli a segno 4 volte in 24 match. L'altro acquisto estivo, Adelio Moro, totalizza 19 presenze con un gol in campionato. In questa stagione, inoltre, il Milan viene sconfitto in entrambi i derby di campionato con l'Inter (0-1 e 1-2) e in entrambi i derby con la Juventus (0-1 e 2-3; gli autori dei gol juventini furono Virdis nella gara d'andata e Galderisi in quella di ritorno, entrambi futuri giocatori del Milan) e con il Catanzaro (0-1 e 0-3, con Bivi a segno, tra l'altro, in entrambe le partite). Contro le altre due retrocesse di quel campionato, il Bologna e il Como, il Milan totalizza, rispettivamente, tre (2-1 e 0-0 i risultati con i rossoblù) e un punto (1-1 e 0-2 contro i lariani, con recriminazioni rossonere nella gara d'andata a Milano, per la mancata concessione di un calcio di rigore a favore per una trattenuta su Fulvio Collovati nell'area di rigore del Como non sanzionata). Dopo la sconfitta subita a Como per 0-2 (i lariani chiuderanno all'ultimo posto con appena tre vittorie in tutto il campionato, con il peggiore attacco e la peggiore difesa, e in questa partita, tra l'altro, Roberto Antonelli sbaglia un rigore) e la contestazione dei tifosi (Collovati viene colpito da un sasso lanciato dagli spalti), le due successive gare interne contro Ascoli (0-0, con un rigore sbagliato da Sergio Battistini) e Roma (1-2) vengono disputate in campo neutro a Verona.
Quattro giorni prima della retrocessione (il 12 maggio) la squadra vince la quarantesima edizione della Coppa Mitropa, la terza edizione da quando il torneo è stato trasformato in una competizione per squadre neopromosse dalla serie cadetta dei campionati dell'Europa centrale. Dopo la sconfitta esterna all'esordio contro i cecoslovacchi del Vítkovice, il Milan ottiene un pareggio e 4 vittorie, l'ultima delle quali per 3 a 0 a San Siro contro la squadra cecoslovacca (reti di Baresi, Cambiaghi e Jordan) che gli consente di chiudere il girone (formato anche da Osijek e Haladás) al primo posto a quota 9 punti e di vincere così la manifestazione.

## Divise e sponsor

Franco Baresi in azione con la seconda divisa bianca

Lo sponsor tecnico per la stagione 1981-1982 è Linea Milan; per la prima volta sulla maglia compare anche uno sponsor ufficiale, Pooh jeans. La divisa è una maglia a strisce verticali della stessa dimensione, rosse e nere, con pantaloncini bianchi e calzettoni neri con risvolto rosso. Tra gennaio e febbraio del 1982 vengono utilizzati pantaloncini rossi. La divisa di riserva è una maglia bianca con spalle e colletto rossi e neri, pantaloncini bianchi e calzettoni bianchi con risvolto rosso e nero.
| Casa (1ª versione) | Casa (2ª versione) | Trasferta | Portiere |

## Organigramma societario
Area direttiva
- Presidente: Gaetano Morazzoni (fino al 18 gennaio 1982), Giuseppe Farina (dal 19 gennaio 1982)
- Vice presidente: Angelo Colombo, Renato Pigliasco (fino al 19 gennaio 1982), Gianni Rivera, Gianni Nardi (dal 30 marzo 1982)
- Amministratore delegato: Paolo Villa (dal 19 gennaio 1982)
- Segretario: Carlo Lambrugo

Area tecnica
- Direttore sportivo: Alessandro Vitali
- Allenatore: Luigi Radice (fino al 25 gennaio 1982), Italo Galbiati (dal 25 gennaio 1982, affiancato a marzo per due gare da Francesco Zagatti)
- Allenatore in seconda: Amilcare Ferretti
- Preparatori atletici: Aristide Facchini, Enzo Grandi

Area sanitaria
- Medico sociale: Giovanni Battista Monti
- Massaggiatori: Paolo Mariconti, Ruggero Ribolzi

## Rosa
| N. |                   | Ruolo | Calciatore                  |
| -- | ----------------- | ----- | --------------------------- |
|    | Italia (bandiera) | P     | Antonio Gambino             |
|    | Italia (bandiera) | P     | Roberto Incontri            |
|    | Italia (bandiera) | P     | Ottorino Piotti             |
|    | Italia (bandiera) | D     | Franco Baresi               |
|    | Italia (bandiera) | D     | Fulvio Collovati (capitano) |
|    | Italia (bandiera) | D     | Andrea Icardi               |
|    | Italia (bandiera) | D     | Aldo Maldera (capitano)     |
|    | Italia (bandiera) | D     | Alberto Minoia              |
|    | Italia (bandiera) | D     | Mauro Tassotti              |
|    | Italia (bandiera) | D     | Maurizio Venturi            |
|    | Italia (bandiera) | C     | Sergio Battistini           |
|    | Italia (bandiera) | C     | Ruben Buriani               |
|    | Italia (bandiera) | C     | Stefano Cuoghi              |

| N. |                   | Ruolo | Calciatore          |
| -- | ----------------- | ----- | ------------------- |
|    | Italia (bandiera) | C     | Dario Donà          |
|    | Italia (bandiera) | C     | Alberico Evani      |
|    | Italia (bandiera) | C     | Massimo Gadda       |
|    | Italia (bandiera) | C     | Adelio Moro         |
|    | Italia (bandiera) | C     | Walter Novellino    |
|    | Italia (bandiera) | C     | Francesco Romano    |
|    | Italia (bandiera) | A     | Roberto Antonelli   |
|    | Italia (bandiera) | A     | Alberto Cambiaghi   |
|    | Italia (bandiera) | A     | Giuseppe Incocciati |
|    | Scozia (bandiera) | A     | Joe Jordan          |
|    | Italia (bandiera) | A     | Roberto Mandressi   |
|    | Italia (bandiera) | A     | Fabio Valente       |

## Calciomercato

### Sessione estiva
| Acquisti | Acquisti          | Acquisti       | Acquisti      |
| R.       | Nome              | da             | Modalità      |
| -------- | ----------------- | -------------- | ------------- |
| C        | Dario Donà        | Varese         | definitivo    |
| C        | Adelio Moro       | Ascoli         | definitivo    |
| A        | Joe Jordan        | Manchester Utd | definitivo    |
| A        | Roberto Mandressi | Como           | fine prestito |

| Cessioni | Cessioni            | Cessioni | Cessioni   |
| R.       | Nome                | a        | Modalità   |
| -------- | ------------------- | -------- | ---------- |
| P        | Antonio Vettore     | Reggina  | definitivo |
| D        | Aldo Bet            | Campania | definitivo |
| D        | Maurizio Longobardo | Reggina  | prestito   |
| C        | Marco Bolis         | Monza    | definitivo |
| C        | Gabriello Carotti   | Ascoli   | definitivo |
| C        | Walter De Vecchi    | Ascoli   | definitivo |
| C        | Emilio Monzani      | Livorno  | definitivo |
| A        | Giuseppe Galluzzo   | Monza    | definitivo |
| A        | Francesco Vincenzi  | Brescia  | definitivo |

### Sessione autunnale
| Acquisti | Acquisti         | Acquisti | Acquisti   |
| R.       | Nome             | da       | Modalità   |
| -------- | ---------------- | -------- | ---------- |
| D        | Maurizio Venturi | Brescia  | definitivo |

| Cessioni | Cessioni   | Cessioni     | Cessioni   |
| R.       | Nome       | a            | Modalità   |
| -------- | ---------- | ------------ | ---------- |
| C        | Dario Donà | L.R. Vicenza | definitivo |

## Risultati

### Serie A

#### Girone di andata
| Udine 13 settembre 1981 1ª giornata | Udinese           | 0 – 0 referto | Milan | Stadio Friuli (41 518 spett.)\| Arbitro: \| Bergamo (Livorno) \| |
| Arbitro:                            | Bergamo (Livorno) |               |       |                                                                  |

| Milano 20 settembre 1981 2ª giornata | Milan         | 0 – 0 referto | Fiorentina | Stadio Giuseppe Meazza (54 300 spett.)\| Arbitro: \| Longhi (Roma) \| |
| Arbitro:                             | Longhi (Roma) |               |            |                                                                       |

| Arbitro: | Pieri (Genova) |

|  |           |                     |
|  | Marcatori | 58’ (aut.) Ferrario |

| Arbitro: | D'Elia (Salerno) |

|  |           |            |
|  | Marcatori | 66’ Virdis |

| Bologna 11 ottobre 1981 5ª giornata | Bologna          | 0 – 0 referto | Milan | Stadio Comunale (38 879 spett.)\| Arbitro: \| Benedetti (Roma) \| |
| Arbitro:                            | Benedetti (Roma) |               |       |                                                                   |

| Arbitro: | Barbaresco (Cormons) |

|  |           |            |
|  | Marcatori | 69’ Oriali |

| Arbitro: | Bergamo (Livorno) |

|                              |           |  |
| Bivi 3’ Borghi 10’ Mauro 75’ | Marcatori |  |

| Arbitro: | Ballerini (La Spezia) |

|            |           |                     |
| Jordan 20’ | Marcatori | 41’ (rig.) Lombardi |

| Arbitro: | Redini (Pisa) |

|                  |           |  |
| Greco 79’ (rig.) | Marcatori |  |

| Arbitro: | D'Elia (Salerno) |

|             |           |             |
| Spinosi 37’ | Marcatori | 35’ Buriani |

| Milano 13 dicembre 1981 11ª giornata | Milan         | 0 – 0 referto | Genoa | Stadio Giuseppe Meazza (34 954 spett.)\| Arbitro: \| Ciulli (Roma) \| |
| Arbitro:                             | Ciulli (Roma) |               |       |                                                                       |

| Arbitro: | Longhi (Roma) |

|                    |           |  |
| Juary 24’ Piga 42’ | Marcatori |  |

| Arbitro: | Lo Bello (Siracusa) |

|                |           |  |
| Battistini 73’ | Marcatori |  |

| Arbitro: | Bergamo (Livorno) |

|                       |           |                |
| Ferri 65’ Dossena 90’ | Marcatori | 70’ Battistini |

| Arbitro: | Menicucci (Firenze) |

|              |           |  |
| Antonelli 4’ | Marcatori |  |

#### Girone di ritorno
| Arbitro: | Longhi (Roma) |

|  |           |            |
|  | Marcatori | 86’ Causio |

| Arbitro: | D'Elia (Salerno) |

|           |           |  |
| Miani 25’ | Marcatori |  |

| Arbitro: | Barbaresco (Cormons) |

|              |           |                     |
| Antonelli 2’ | Marcatori | 29’ (rig.) Guidetti |

| Arbitro: | Ciulli (Roma) |

|                         |           |                             |
| Galderisi 17’, 63’, 83’ | Marcatori | 44’ Collovati 71’ Antonelli |

| Arbitro: | Lo Bello (Siracusa) |

|                             |           |             |
| Moro 32’ Buriani 65’ (rig.) | Marcatori | 63’ Chiorri |

| Arbitro: | Agnolin (Bassano del Grappa) |

|                            |           |                     |
| Prohaska 10’ Altobelli 32’ | Marcatori | 17’ (aut.) Prohaska |

| Arbitro: | Redini (Pisa) |

|  |           |          |
|  | Marcatori | 19’ Bivi |

| Arbitro: | Paparesta (Bari) |

|                         |           |  |
| Mossini 44’ Mancini 51’ | Marcatori |  |

| Verona 28 marzo 1982 24ª giornata | Milan         | 0 – 0 referto | Ascoli | Stadio Marcantonio Bentegodi (31 554 spett.)\| Arbitro: \| Lops (Torino) \| |
| Arbitro:                          | Lops (Torino) |               |        |                                                                             |

| Arbitro: | Lo Bello (Siracusa) |

|            |           |                              |
| Baresi 58’ | Marcatori | 47’ Falcão 52’ (rig.) Pruzzo |

| Arbitro: | Menicucci (Firenze) |

|              |           |                               |
| Briaschi 31’ | Marcatori | 75’ Maldera 80’ (rig.) Baresi |

| Arbitro: | Agnolin (Bassano del Grappa) |

|                           |           |          |
| Novellino 25’ Maldera 28’ | Marcatori | 2’ Juary |

| Arbitro: | Menegali (Roma) |

|                |           |               |
| Quagliozzi 17’ | Marcatori | 8’ Battistini |

| Milano 9 maggio 1982 29ª giornata | Milan         | 0 – 0 referto | Torino | Stadio Giuseppe Meazza (57 640 spett.)\| Arbitro: \| Redini (Pisa) \| |
| Arbitro:                          | Redini (Pisa) |               |        |                                                                       |

| Arbitro: | Bergamo (Livorno) |

|                           |           |                                     |
| Garlini 42’ Piraccini 63’ | Marcatori | 67’ Jordan 72’ Romano 81’ Antonelli |

### Coppa Italia

#### Primo turno
| Arbitro: | Redini (Pisa) |

|                |           |  |
| Penzo 17’, 43’ | Marcatori |  |

| Arbitro: | Lops (Torino) |

|                                                          |           |  |
| Novellino 1’ Mandressi 15’ Collovati 36’ Jordan 55’, 75’ | Marcatori |  |

| Arbitro: | Altobelli (Roma) |

|                |           |  |
| Battistini 78’ | Marcatori |  |

| Arbitro: | Agnolin (Bassano del Grappa) |

|                           |           |                          |
| Altobelli 23’ Bergomi 89’ | Marcatori | 21’ Novellino 49’ Jordan |

### Coppa Mitropa

#### Girone di andata
| Arbitro: | Mohácsi |

|                                |           |               |
| Kušnír 27’ Gajdusek 90’ (rig.) | Marcatori | 15’ Antonelli |

| Arbitro: | Petrović |

|                              |           |  |
| Collovati 15’ Incocciati 78’ | Marcatori |  |

| Arbitro: | Latzin |

|            |           |               |
| Sormaz 89’ | Marcatori | 60’ Novellino |

#### Girone di ritorno
| Arbitro: | Korhat |

|  |           |                |
|  | Marcatori | 20’ Battistini |

| Arbitro: | Poncek |

|                                |           |           |
| Antonelli 6’ Baresi 10’ (rig.) | Marcatori | 46’ Rakla |

| Arbitro: | Vlajić |

|                                                   |           |  |
| Baresi 12’ (rig.) Cambiaghi 50’ Jordan 77’ (rig.) | Marcatori |  |

## Statistiche

### Statistiche di squadra
| Competizione  | Punti | In casa | In casa | In casa | In casa | In casa | In casa | In trasferta | In trasferta | In trasferta | In trasferta | In trasferta | In trasferta | Totale | Totale | Totale | Totale | Totale | Totale | DR  |
| Competizione  | Punti | G       | V       | N       | P       | Gf      | Gs      | G            | V            | N            | P            | Gf           | Gs           | G      | V      | N      | P      | Gf     | Gs     | DR  |
| ------------- | ----- | ------- | ------- | ------- | ------- | ------- | ------- | ------------ | ------------ | ------------ | ------------ | ------------ | ------------ | ------ | ------ | ------ | ------ | ------ | ------ | --- |
| Serie A       | 24    | 15      | 4       | 6       | 5       | 9       | 10      | 15           | 3            | 4            | 8            | 12           | 21           | 30     | 7      | 10     | 13     | 21     | 31     | -10 |
| Coppa Italia  | -     | 2       | 2       | 0       | 0       | 6       | 0       | 2            | 0            | 1            | 1            | 2            | 4            | 4      | 2      | 1      | 1      | 8      | 4      | +4  |
| Coppa Mitropa | 9     | 3       | 3       | 0       | 0       | 7       | 1       | 3            | 1            | 1            | 1            | 3            | 3            | 6      | 4      | 1      | 1      | 10     | 4      | +6  |
| Totale        | -     | 20      | 9       | 6       | 5       | 22      | 11      | 20           | 4            | 6            | 10           | 17           | 28           | 40     | 13     | 12     | 15     | 39     | 39     | 0   |

### Statistiche dei giocatori
Sono in corsivo i calciatori che hanno lasciato la società durante la stagione.
| Giocatore     | Serie A  | Serie A | Serie A     | Serie A    | Coppa Italia | Coppa Italia | Coppa Italia | Coppa Italia | Coppa Mitropa | Coppa Mitropa | Coppa Mitropa | Coppa Mitropa | Totale   | Totale | Totale      | Totale     |
| Giocatore     | Presenze | Reti    | Ammonizioni | Espulsioni | Presenze     | Reti         | Ammonizioni  | Espulsioni   | Presenze      | Reti          | Ammonizioni   | Espulsioni    | Presenze | Reti   | Ammonizioni | Espulsioni |
| ------------- | -------- | ------- | ----------- | ---------- | ------------ | ------------ | ------------ | ------------ | ------------- | ------------- | ------------- | ------------- | -------- | ------ | ----------- | ---------- |
| R. Antonelli  | 24       | 4       | ?           | ?          | 1            | 0            | ?            | ?            | 5             | 2             | ?             | ?             | 30       | 6      | ?           | ?          |
| F. Baresi     | 18       | 2       | ?           | ?          | 4            | 0            | ?            | ?            | 3             | 2             | ?             | ?             | 25       | 4      | ?           | ?          |
| S. Battistini | 30       | 3       | ?           | ?          | 4            | 1            | ?            | ?            | 5             | 1             | ?             | ?             | 39       | 5      | ?           | ?          |
| R. Buriani    | 23       | 2       | ?           | ?          | 3            | 0            | ?            | ?            | 3             | 0             | ?             | ?             | 29       | 2      | ?           | ?          |
| A. Cambiaghi  | 0        | 0       | 0           | 0          | 1            | 0            | ?            | ?            | 1             | 1             | ?             | ?             | 2        | 1      | 0+          | 0+         |
| F. Collovati  | 29       | 1       | ?           | ?          | 4            | 1            | ?            | ?            | 5             | 1             | ?             | ?             | 38       | 3      | ?           | ?          |
| S. Cuoghi     | 5        | 0       | ?           | ?          | 0            | 0            | 0            | 0            | 2             | 0             | ?             | ?             | 7        | 0      | 0+          | 0+         |
| D. Donà       | 0        | 0       | 0           | 0          | 2            | 0            | ?            | ?            | 0             | 0             | 0             | 0             | 2        | 0      | 0+          | 0+         |
| A. Evani      | 10       | 0       | ?           | ?          | 0            | 0            | 0            | 0            | 4             | 0             | ?             | ?             | 14       | 0      | 0+          | 0+         |
| M. Gadda      | 3        | 0       | ?           | ?          | 0            | 0            | 0            | 0            | 1             | 0             | ?             | ?             | 4        | 0      | 0+          | 0+         |
| A. Gambino    | 0        | -0      | 0           | 0          | 0            | -0           | 0            | 0            | 0             | -0            | 0             | 0             | 0        | -0     | 0           | 0          |
| A. Icardi     | 20       | 0       | ?           | ?          | 3            | 0            | ?            | ?            | 6             | 0             | ?             | ?             | 29       | 0      | ?           | ?          |
| G. Incocciati | 13       | 0       | ?           | ?          | 0            | 0            | 0            | 0            | 4             | 1             | ?             | ?             | 17       | 1      | 0+          | 0+         |
| R. Incontri   | 0        | -0      | 0           | 0          | 0            | -0           | 0            | 0            | 0             | -0            | 0             | 0             | 0        | -0     | 0           | 0          |
| J. Jordan     | 22       | 2       | ?           | ?          | 4            | 3            | ?            | ?            | 4             | 1             | ?             | ?             | 30       | 6      | ?           | ?          |
| A. Maldera    | 27       | 2       | ?           | ?          | 4            | 0            | ?            | ?            | 4             | 0             | ?             | ?             | 35       | 2      | ?           | ?          |
| R. Mandressi  | 6        | 0       | ?           | ?          | 2            | 1            | ?            | ?            | 1             | 0             | ?             | ?             | 9        | 1      | ?           | ?          |
| A. Minoia     | 5        | 0       | ?           | ?          | 1            | 0            | ?            | ?            | 1             | 0             | ?             | ?             | 7        | 0      | ?           | ?          |
| A. Moro       | 19       | 1       | ?           | ?          | 2            | 0            | ?            | ?            | 3             | 0             | ?             | ?             | 24       | 1      | ?           | ?          |
| W. Novellino  | 28       | 1       | ?           | ?          | 4            | 2            | ?            | ?            | 4             | 1             | ?             | ?             | 36       | 4      | ?           | ?          |
| O. Piotti     | 30       | -31     | ?           | 1          | 4            | -4           | ?            | ?            | 6             | -4            | ?             | ?             | 40       | -39    | ?           | 1+         |
| F. Romano     | 26       | 1       | ?           | ?          | 4            | 0            | ?            | ?            | 5             | 0             | ?             | ?             | 35       | 1      | ?           | ?          |
| M. Tassotti   | 24       | 0       | ?           | ?          | 4            | 0            | ?            | ?            | 5             | 0             | ?             | ?             | 33       | 0      | ?           | ?          |
| F. Valente    | 1        | 0       | ?           | ?          | 0            | 0            | 0            | 0            | 0             | 0             | 0             | 0             | 1        | 0      | 0+          | 0+         |
| M. Venturi    | 13       | 0       | ?           | ?          | 0            | 0            | 0            | 0            | 5             | 0             | ?             | ?             | 18       | 0      | 0+          | 0+         |